# Aziza

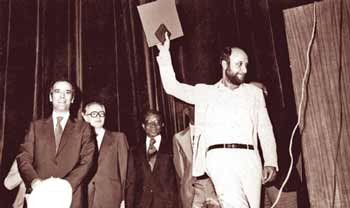
El director tunecino Abdellatig Ben Ammar

Aziza es una película dramática tunecina-argelina de 1980 dirigida por Abdellatif Ben Ammar y producida por Hassen Daldoul. Está protagonizada por Yasmine Khlat, Raouf Ben Amor, Dalila Rames y Mohamed Zinet.
Se proyectó en la sección Quincena de Realizadores del Festival de Cine de Cannes de 1980.

## Elenco
- Yasmine Khlat[4]
- Raouf Ben Amor[5]
- Dalila Rames
- Mohamed Zinet
- Taoufik Jebali[6]
- Mouna Noureddine[7]